# جائزة بلجيكا الكبرى 1978
جائزة بلجيكا الكبرى 1978 هو سباق فورمولا 1 أقيم بتاريخ 21 مايو 1978 في بلجيكا. كان السادس من أصل 16 في بطولة العالم لسباقات الفورمولا واحد موسم 1978. حلّ الأمريكي ماريو أندريتي أولا.

## وصلات خارجية
- الموقع الرسمي